# Rumble (canção)
"Rumble" é um instrumental do grupo americano Link Wray & His Ray Men. Lançado nos Estados Unidos em 31 de março de 1958, como single (com "The Swag" como lado B), "Rumble" utilizou as técnicas de distorção e tremolo, então amplamente inexploradas no rock and roll.
Em 2018, a música foi incluída no Hall da Fama do Rock and Roll em uma nova categoria de singles.

## História
Em um show ao vivo em Fredericksburg, Virgínia, no início de 1958, enquanto tentavam criar um backing para "The Stroll" do The Diamonds, Link Wray & His Ray Men criaram a instrumental "Rumble", que originalmente chamaram de "Oddball". Foi um sucesso instantâneo de público, que exigiu quatro repetições naquela noite. O apresentador do sock hop, Milt Grant pagou para que a música fosse gravada e lançada como single; por sua vez, Grant receberia crédito de composição.
Eventualmente, o instrumental chamou a atenção do produtor musical Archie Bleyer da Cadence Records, que o odiou, principalmente depois que Wray enfiou um lápis no cone de seu amplificador para fazer a gravação soar mais como a versão ao vivo. Mas a enteada de Bleyer adorou, então ele lançou apesar de suas dúvidas. Phil Everly ouviu e sugeriu o título "Rumble", pois tinha um som áspero e disse que soava como uma briga de rua.
Foi banido em vários mercados de rádio dos Estados Unidos, porque o termo 'rumble' era uma gíria para briga de gangues, e temia-se que o som áspero da peça glorificasse a delinquência juvenil. É o único single instrumental já banido das rádios nos Estados Unidos.

### Desempenho
"Rumble" foi um sucesso nos Estados Unidos, onde alcançou a 16ª posição nas paradas pop e a 11ª posição na parada de R&B no verão de 1958.

## Covers e versões posteriores
The Dave Clark Five fez um cover em 1964 em seu primeiro álbum, A Session with The Dave Clark Five; também apareceu em The Dave Clark Five Return!, seu segundo álbum americano.
Outra gravação do instrumental foi lançada por Wray em 1968 como "Rumble '68", e novamente em 1969 como "Rumble-69" (Mr. G Records, G-820). Em 2014, o guitarrista de jazz Bill Frisell lançou um cover de "Rumble" em seu álbum Guitar in the Space Age!

## Legado
Bob Dylan certa vez se referiu a "Rumble" como "o melhor instrumental de todos os tempos", e permaneceu amplamente usada em várias mídias de entretenimento. Tem sido usado em filmes, documentários, programas de televisão e em outros lugares, incluindo Top Gear, The Warriors (na cena de abertura deletada), Pulp Fiction , Screaming Yellow Theater with host Svengoolie, Independence Day, SpongeBob SquarePants vs. The Big One, Blow, o episódio piloto da série da HBO The Sopranos, StarCraft II: Wings of Liberty, Riding Giants, Roadracers e Wild Zero.
No documentário de 2008, It Might Get Loud, apresentando os guitarristas Jimmy Page, The Edge e Jack White, Page, o fundador e guitarrista do Led Zeppelin, aparece tocando um single de 45 rpm de "Rumble", aparentemente de sua coleção pessoal. Page discute o disco e toca air guitar junto com ele. Intercalado com esta filmagem está um trecho de uma conversa entre os três guitarristas, na qual Page fala sobre ouvir "qualquer coisa com uma guitarra ligada, quando eu era criança [...] mas a primeira vez que ouvi "The Rumble" [sic], isso foi algo que teve uma atitude muito profunda para isso."
"Rumble" foi sampleado pelo trio experimental de hip-hop Death Grips em "Spread Eagle Cross the Block" de sua mixtape Exmilitary de 2011.
Em uma entrevista com Stephen Colbert em 29 de abril de 2013, Iggy Pop afirmou que "deixou a escola emocionalmente" no momento em que ouviu "Rumble" pela primeira vez no sindicato estudantil, levando-o a seguir a carreira musical.
O título do disco serve como título do documentário de 2017 Rumble: The Indians Who Rocked the World, que apresenta, entre outros, o trabalho de Wray e seu impacto na música rock como um homem de ascendência nativa americana.
A música de 1980 de Adam and the Ants "Killer in the Home", de seu álbum Kings of the Wild Frontier, é baseada no mesmo refrão que é apresentado em "Rumble" (o guitarrista do Ants, Marco Pirroni, citou Link Wray como uma grande influência).